# 里察湖
43°29′N 40°33′E / 43.483°N 40.550°E

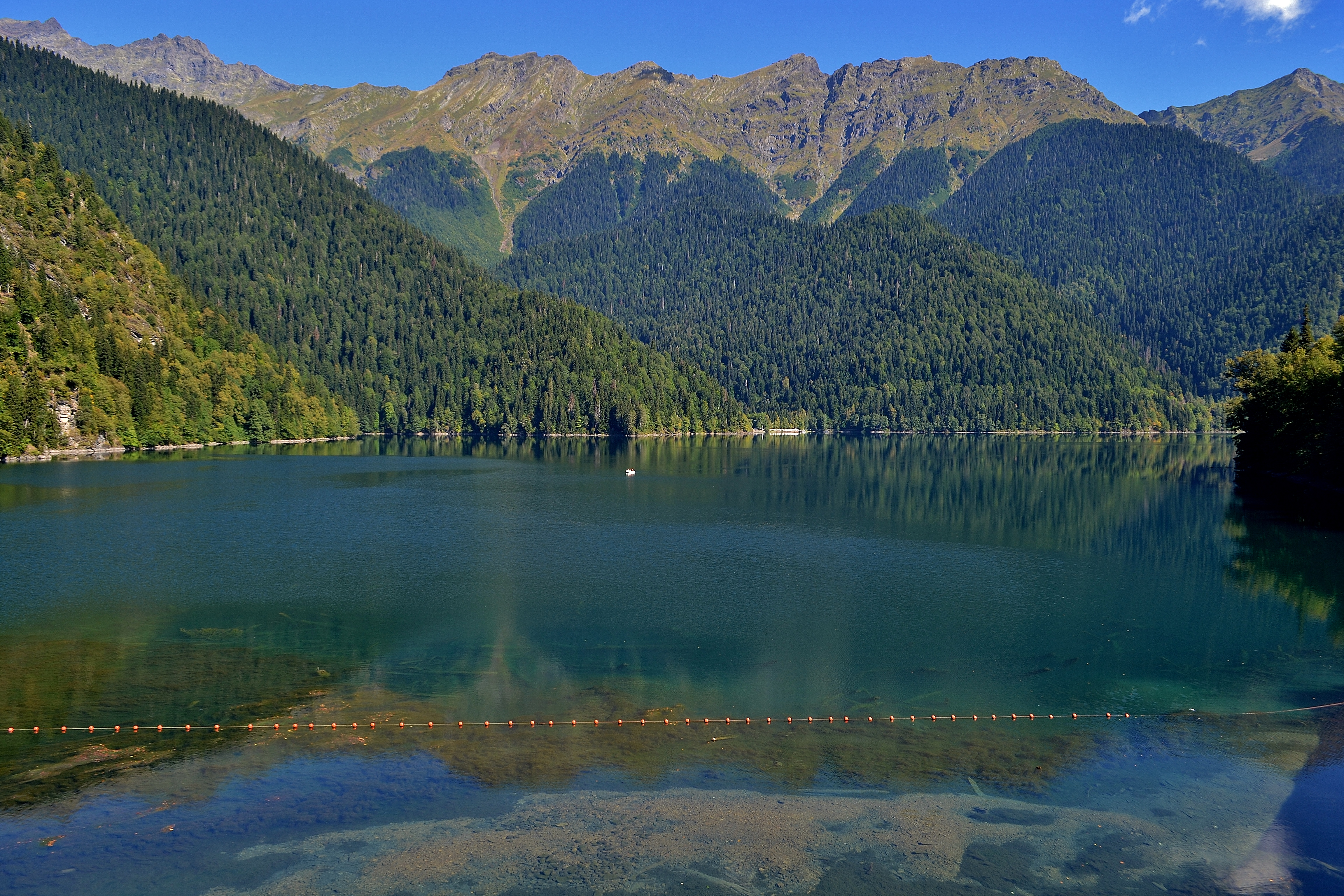
里察湖

里察湖（格魯吉亞語：რიწის ტბა）是格魯吉亞的湖泊，位於阿布哈茲北部，長2.5公里、寬0.27至0.87公里，面積1.49平方公里，海拔高度950米，湖岸線長度4.29公里，平均水深63米，最大水深131米。